# Завод пивоваріння Ямпольського
Пивомедоварний завод Ямпольського (в пам'ятних книжках Полтавської губернії згадується як «Пиво-медоварний завод Торгового дому братів І. і Д. Ямпольських») — найстаріший пивомедоварний завод Кременчука (нині — Полтавська область України). Завод зруйнований під час Другої світової війни.

## Історія
Завод, побудований в 1828 році в прибережній зоні Кременчука, займав перше місце серед пивомедоварних заводів Кременчуцького повіту. На початку XX століття фабрика виробляла до 30 тисяч відер пива на рік на загальну суму 50 тисяч рублів. Найдорожчим було Вівсяне пиво по 10 копійок за літр, потім Царське і Малоросійське по 9 копійок за літр, Пельзенське по 8 копійок і Столове, по 7 копійок. На фабриці працювало в різні роки від 10 до 40 осіб. Пиво поставлялося головним чином в Полтавську і Херсонську губернії.
Під час Другої світової війни завод був повністю зруйнований. У 1958 році на місці руїн Марлен Хуцієв знімав епізоди фільму «Два Федора». Після війни була зроблена спроба створення на старому місці нового пивоварного заводу потужністю 650 тисяч декалітрів пива на рік. Була складена проектна документація і підготовлений будівельний майданчик. Однак потім було прийнято рішення не споруджувати в прибережній зоні промислові підприємства. Новий пивзавод був побудований біля дороги на Полтаву, а територія колишнього заводу Ямпольського була забудована житловими будинками автомобільного заводу.